# Bottle Rocket
Bottle Rocket is een film uit 1996. De film werd geschreven door Wes Anderson en Owen Wilson, en geregisseerd door Wes Anderson. De hoofdrollen worden vertolkt door Luke Wilson, Owen Wilson, Robert Musgrave en James Caan.

## Verhaal
De film draait om de twintigers Dignan, Anthony en Bob. Bij aanvang van de film helpt Dignan zijn vriend Anthony te 'ontsnappen' uit een vrijwillige psychiatrische instelling. In de bus terug naar huis toont Dignan zijn 75-jarenplan aan Anthony. Ze zullen een grootse carrière in de misdaad nastreven. Een zekere Mister Henry zal ze daarbij helpen.
Om te oefenen breken ze in bij een huis. Dit blijkt echter het huis van Anthony's ouders. Anthony wordt boos omdat Dignan de oorbellen heeft gejat die Anthony zelf voor zijn moeder heeft gekocht. De ruzie wordt echter bijgelegd. Het team wordt nadien uitgebreid met Bob, een rijke jongen die door zijn broer (Futureman) getreiterd en regelmatig in elkaar geslagen wordt. Bob heeft een auto en wordt de getaway driver. Dignan is de leider van het team. Met zijn drieën doen ze een gewapende overval op een boekhandel.
Na deze overval gaan ze een tijdje in een motel logeren. In dit motel wordt Anthony verliefd op Inez, een meisje uit Paraguay dat schoonmaakt in het motel. Als ze er een paar dagen zitten komt het bericht dat Futureman is opgepakt vanwege de marihuana die Bob in hun tuin verbouwt. Bob besluit te vertrekken om zijn broer te helpen en laat Anthony en Dignan achter zonder auto.
Inez spreekt alleen Spaans en Anthony spreekt alleen Engels. Tussen hen ontwikkelt zich een prille liefde met de nodige communicatieproblemen. Anthony vraagt Rocky, een tiener die afwast in het motel, voor hem te tolken, en verklaart Inez via Rocky de liefde. Inez is verward en wijst hem af. Voordat Anthony en Dignan het motel verlaten (in een gestolen auto) geeft Dignan een envelop aan Inez namens Anthony. Inez vraagt Rocky aan Dignan door te geven dat ze wel degelijk van Anthony houdt. Rocky zegt tegen Dignan: "Tell Anthony I love him", Dignan denkt dat deze liefdesverklaring vanuit Rocky zelf komt en laat het zitten.
Onderweg gaat de gestolen auto kapot. Dignan komt erachter dat in de envelop die hijzelf aan Inez gegeven heeft het grootste deel van hun gezamenlijke geld zat. Dignan en Anthony krijgen ruzie en gaan ieder hun eigen weg.
Een tijdje later komen ze elkaar weer tegen in hun woonplaats en ze maken het goed. Anthony woont inmiddels bij Bob in huis en hij en Bob hebben nette, slechtbetaalde baantjes. Dignan probeert hen over te halen bij de crew van Mister Henry te komen. Mister Henry is een excentriekeling en de grootste boef in de omgeving. Na enig twijfelen stemmen Anthony en Bob toe.
Tijdens de voorbereiding van een inbraak bij een groot en onduidelijk bedrijf laat Dignan zich ontvallen dat Rocky gezegd had dat hij van Anthony hield. Anthony begrijpt dat het eigenlijk om Inez gaat en belt haar op. Zij heeft inmiddels aardig Engels leren spreken en ze verklaren elkaar de liefde.
Tijdens de inbraak in het grote en onduidelijke bedrijf waar zich veel koel- en vriescellen bevinden, gaat alles mis. Bob en Anthony staan op de uitkijk terwijl Dignan met Applejack en Kumar (twee mannen uit de crew van Mister Henry) naar binnen gaat. Bob zijn walkietalkie valt uit, Anthony heeft geen zin meer in de inbraak, Kumar (de kluisspecialist) krijgt de kluis niet open, de medewerkers van het bedrijf komen eerder terug van hun lunch dan gebruikelijk. Er ontstaat een onbeschrijflijke chaos, Bob zijn pistool gaat per ongeluk af waardoor Applejack van schrik een hartaanval krijgt, Dignan gooit een rookbom op de grond, waardoor het brandalarm afgaat. Ze proberen te vluchten, Kumar, Bob en Anthony komen op tijd weg, maar Dignan gaat Applejack redden. Vlak voordat Anthony weggaat zegt hij: "Dignan, you know what's gonna happen if you go back in there." Dignan antwoordt: "No, I don't. They'll never catch me, man. Because I'm fucking innocent." Hiermee toont hij eens te meer zijn naïviteit en zijn kinderlijke gebrek aan realiteitszin. Hij wordt gepakt en in de gevangenis gegooid.
In de tussentijd blijkt Mister Henry het huis van Bob te hebben leeggeroofd.
In de laatste scène valt te zien hoe Bob en Anthony op bezoek gaan bij Dignan in de gevangenis. Hierin wordt duidelijk dat in zekere zin voor alle drie een droom is uitgekomen. Bob verklaart dat door de inbraak in zijn huis hij en Futureman dichter bij elkaar zijn gekomen. Anthony heeft een relatie met Inez. En Dignan heeft zijn droom om een crimineel te zijn waargemaakt. Hoewel de prijs (een gevangenisstraf van 24 maanden) hoog is, is hij hier trots op. "We did it though, didn't we?" vraagt hij Bob en Anthony met een grijns op zijn gezicht. Even later geeft hij ze instructies om hem te helpen ontsnappen, op dezelfde opgefokte toon waarop hij eerder zijn inbraak/overval plannen met hen besprak. Bob en Anthony weten niet goed wat ze hierop moeten doen of zeggen, dan blijkt dat Dignan een grapje maakt. Zijn laatste woorden zijn tegen Anthony: "Isn't it funny how you used to be in the nuthouse, and now I'm in jail?" Vervolgens valt te zien hoe Dignan in slow motion wegloopt (terug richting de gevangenis) in zijn witte gevangenisoverall. Hij kijkt nog eenmaal om naar zijn vrienden.

## Rolverdeling
| Acteur          | Personage                     |
| --------------- | ----------------------------- |
| Owen Wilson     | Dignan                        |
| Luke Wilson     | Anthony Adams                 |
| Robert Musgrave | Bob Mapplethorpe              |
| Lumi Cavazos    | Inez                          |
| James Caan      | Mister Henry                  |
| Andrew Wilson   | Futureman (John Mapplethorpe) |
| Kumar Pallana   | Kumar                         |
| Jim Ponds       | Applejack                     |

## Filmmuziek
| Track | Liedje                                | Artiest            |
| ----- | ------------------------------------- | ------------------ |
| 1.    | Voluntary Hospital Escape             | Mark Mothersbaugh  |
| 2.    | Gun Buyers                            | Mark Mothersbaugh  |
| 3.    | Bookstore Robbery                     | Mark Mothersbaugh  |
| 4.    | Dignan's Dance                        | Mark Mothersbaugh  |
| 5.    | And also because he fired me          | Mark Mothersbaugh  |
| 6.    | Zorro is back                         | Oliver Onions      |
| 7.    | Cleaning rooms with Inez              | Mark Mothersbaugh  |
| 8.    | She looks just like you               | Mark Mothersbaugh  |
| 9.    | Pachanga diferente                    | Rene Touzet        |
| 10.   | No Lifeguard on duty                  | Mark Mothersbaugh  |
| 11.   | Mambo Guajiro                         | Rene Touzet        |
| 12.   | Rocky                                 | Mark Mothersbaugh  |
| 13.   | Doesn't sound that bad in Spanish     | Mark Mothersbaugh  |
| 14.   | Over and done with                    | The Proclaimers    |
| 15.   | Snowflake Music/Mr. Henry's Chop shop | Mark Mothersbaugh  |
| 16.   | You're breaking his heart             | Mark Mothersbaugh  |
| 17.   | Goddammit, I'm in                     | Mark Mothersbaugh  |
| 18.   | No Jazz                               | Mark Mothersbaugh  |
| 19.   | Highway reprised                      | Mark Mothersbaugh  |
| 20.   | 75 Year plan                          | Mark Mothersbaugh  |
| 21.   | Futureman's Theme                     | Mark Mothersbaugh  |
| 22.   | Alone again or                        | Love               |
| 23.   | 2000 Man                              | The Rolling Stones |